# European Accounting Review
Das European Accounting Review ist eine wirtschaftswissenschaftliche Fachzeitschrift, deren Schwerpunkt die Auseinandersetzung mit Themen rund um das Rechnungswesen ist. Das Periodikum wird von der European Accounting Association durch die britische Verlagsgruppe Taylor & Francis herausgegeben und erscheint fünfmal pro Jahr.

## Geschichte
Das European Accounting Review wurde 1992 erstmals herausgegeben, seinerzeit mit einer Frequenz von drei jährlichen Ausgaben. 1995 wurde die Anzahl der Ausgaben auf vier, 2018 auf fünf erhöht. Aktueller Chefredaktor ist der Franzose Hervé Stolowy.